# BOINCクレジットシステム
ボランティア・コンピューティングのためのBOINCプラットフォームの中で、BOINCクレジットシステム（英: BOINC Credit System）は、ボランティアがさまざまなプロジェクトにどれだけのCPU時間を提供したかを追跡するのに役立つ。これによってユーザーは、科学的にも統計的にも正確な結果を返すことができる。

## クレジットシステムの目的
オンライン分散コンピューティングは、完全ではないにしても、ボランティアのコンピュータに大きく依存している。このため、SETI@homeをはじめとするBOINCのプロジェクトは、長期的なユーザー間や、新規ユーザーと引退ユーザーの交代の複雑なバランスに依存している。

### 参加の理由
1. 科学的な目的に寄付する
  - プロジェクトの特定分野の研究を前進させるため。
  - 病気との闘いを支援するため 、参加者にとって感情的なつながりがあるかもしれない。
2. コンピュータのストレステストのため
  - 分散コンピューティングプロジェクトの処理では、コンピュータは継続的にCPUフル稼働状態に置かれるため、オーバークロッカーはシステムの安定性をテストするためにストレスを掛けることがよくある。
3. チームを組んでクレジットを獲得し、他のユーザーやチームと競い合うため
  - 個人やチームの中には、BOINC専用のコンピュータを多数所有し、世界チャートのトップを目指しているところもある。
4. 個人の利益と評価のため
  - PlanetQuestのようなプロジェクトでは、自分のコンピュータで発見した惑星に個人が名前を付けられるようにする予定である。
  - BURP（英語版）やLeiden Classical（英語版）などのプロジェクトでは、ユーザーが自分の操作をシステムに反映させることができる。BURPではレンダリングするモデルを送信でき、Leiden Classicalではユーザーは物理計算を行える。

## 玉石
BOINCのクレジットシステムの基本は、SETI@homeのJeff Cobbにちなんで名付けられたcobblestone（玉石、たまいし）である。定義によると、次の2つのベンチマークのどちらかを満たすことができるコンピュータでの1日の作業に対して、200個の玉石が与えられる。
- 1,000 倍精度 MFLOPS（Whetstoneベンチマークに基づく）
- 1,000 VAX MIPS（Dhrystoneベンチマークに基づく）

特定のワークユニットを実行するために必要な実際の計算難易度が、付与されるべきクレジット数の基準となる。BOINCシステムは、どのような長さの作業でも処理が可能であり、ユーザーに発行されるクレジットの量も同じである。その際、BOINCでは、ベンチマークを使用してシステムの速度を測定し、その数値をワークユニットの処理にかかる時間と組み合わせている。次にインタフェースは、ユーザーが受け取るべきクレジットの量を「推測」する。システムには、RAMの容量、プロセッサの速度、さまざまなマザーボードやCPUのアーキテクチャの違いなど、多くの変数があるため、さまざまなコンピュータ（およびプロジェクト）によって、ユーザーが獲得したと判断されるクレジット数には大きな違いがある。
ほとんどのプロジェクトでは、複数のホストが同じワークユニットを返すようにして一致を得る必要がある。全てが合致した場合、クレジットが計算され、要求内容にかかわらず、すべてのホストが同じクレジットを受け取ることになる。各プロジェクトは、それぞれのニーズに最適と判断したものに応じて、独自のポリシーを使用することができる。一般的には、要求された上位と下位のクレジットを削除し、残りのクレジットの平均値が取られる。しかし、その他のプロジェクトでは、返却されたワークユニットが有効であるかどうかに関わらず、一律のクレジットが付与される。

## 合計クレジット
クレジットは、コンピューター、ユーザー、チームごとに内部で追跡されている。コンピュータがワークユニットを処理して返しても、その行為だけではクレジットを受け取らない。まず、そのワークユニットを所定のプロジェクト固有の方法で検証する必要がある。有効性が確認されると、コンピュータにクレジットが付与される。クレジットは、要求されたものよりも少ないか、同じか、または多いことがある。この量はすぐにコンピューター、ユーザー、チームの合計に加算される。ワークユニットが所定の期限を過ぎて返送された場合（ほとんどの場合）、または不正確であることが判明した場合、それは無効としてマークされ、その結果クレジットは得られない。ユーザーやチームは、蓄積されたクレジットの合計数を比較して、世界ランクを決定するのが一般的である。これは、もっとも長く滞在しているユーザーやチームに非常に有利である。これでは、たとえ多くのコンピューターを実行しているとしても、新規ユーザーがランキングで急速に順位を上げることは非常に困難である。とは言うもの、平均的なPCの計算能力が指数関数的に向上していることを考えると、かつては上位にランクインしていたとしても、旧式のマシンでポイントを獲得した活動停止中のBOINCユーザーを追い越すことは比較的容易である。したがって、最高ランクのBOINCユーザーは、通常、積極的に大量処理しているユーザーになる。

## 最近の平均クレジット
コンピュータによって提供される有用な作業量を求めるために、最近の平均クレジット（Recent Average Credit、RAC）と呼ばれる特別な計算が行われる。この計算は、コンピューター、ユーザー、およびチームが平均的な1日に蓄積するクレジット数を見積もるように設計されている。

## 論議
クレジットの配分は、EONやAstroids@Homeなどのいくつかのプロジェクトで異を唱えられている。このような懸念から、時間の経過と共に多くのそのようなプロジェクトが閉鎖され、またいくつかの代替配分戦略にもつながった。

## サードパーティの統計サイト
BOINCプロジェクトは、統計情報をXMLファイル形式で送出し、誰でもダウンロードできるようにしている。BOINCプロジェクトの進捗状況を追跡するために、さまざまなサードパーティの統計サイトが開発されている。これらのサイトでは、個々のプロジェクト内および多くのプロジェクトにわたるコンピュータ、ユーザー、チーム、国を追跡する。多くの異なるサイトで要約グラフィックを提供しており、指定されたユーザーやチームの統計情報を含むように自動更新されるウェブページを使用できる。

### 活動中のウェブページ
- BOINCstats.com by Willy de Zutter
- BOINC Combined Statistics by James
- Free-DC Stats by Bok

### 閉鎖Webページ（アーカイブ）
- BOINC Statistics for the WORLD! by Zain Upton
- BOINC All-Project Stats by Markus Tervooren